# MiG-6 (航空機)
MiG-6
- 用途：爆撃機
- 製造者：MiG
- 運用者：未運用

MiG-6は第二次世界大戦後にミコヤン・グレヴィッチ設計局によって設計されたソビエト連邦の地上攻撃機。
ミグ設計局は設立時、以前の雇用者であったポリカールポフ設計局からの2つの基礎設計を使用した。そのうち1つはMiG-1として開発された。もう一つの計画がプロジェクト65であり、爆撃機Il-2の競合モデルとしてTSch(Tjaschely Schturmowik)を得るために、この計画に取り組んだ。軍への提供の際にはMiG-6の名が予定されていたが、書類上での設計のみであり実際に製造は行われなかった。スホーイはこれに並行してSu-6の開発を行っていた。

## 参照
- German Book: Karl-Heinz Eyermann MiG-Flugzeuge
- German article in FliegerRevue: Memoires of Gurevich
- Vaclav Nemecek: Soviet Planes; German translation(ca.1999) Luftfahrtverlag Walter Ziehrl